# Układ w Dayton

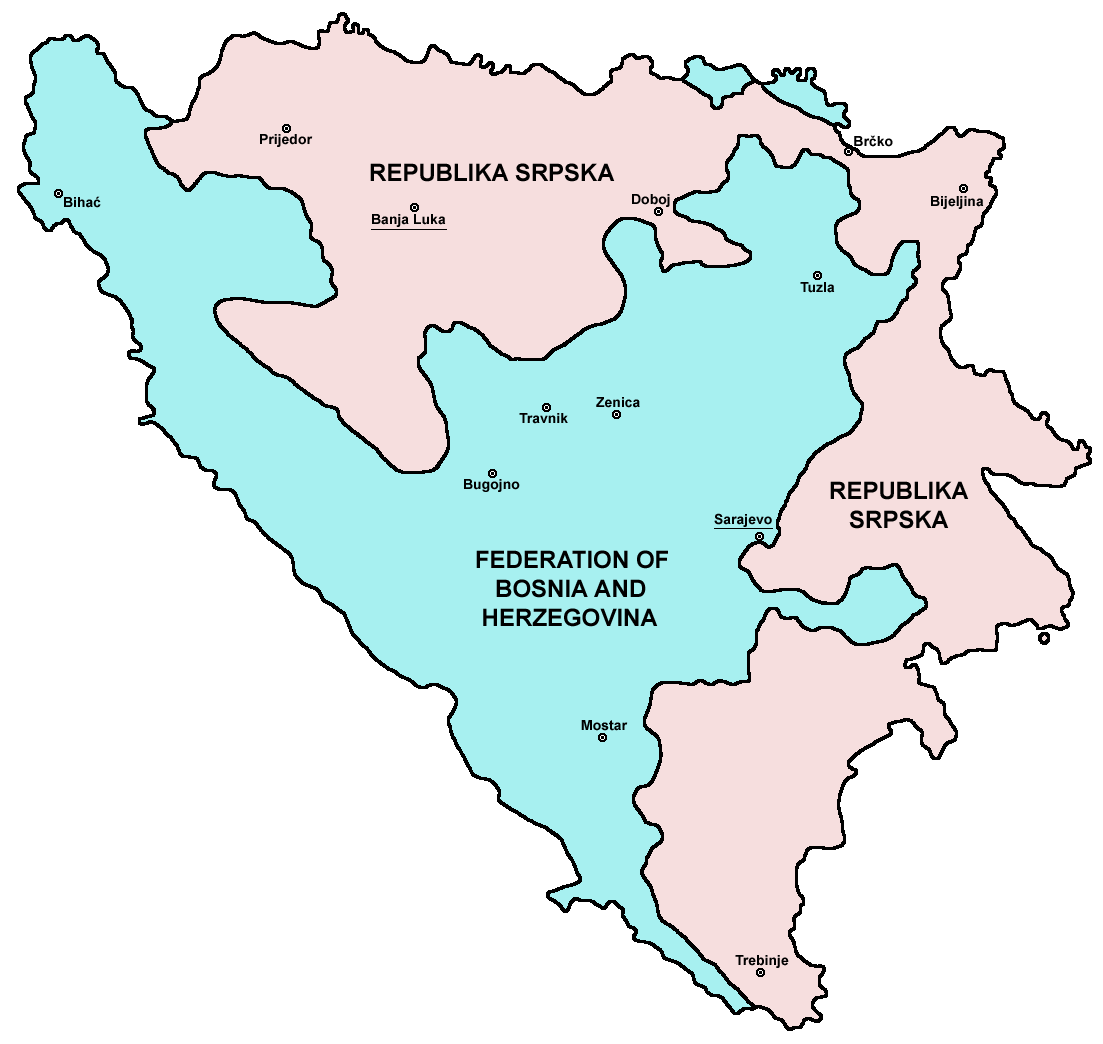
Podział Bośni po układzie z Dayton

Układ w Dayton – układ pokojowy wynegocjowany w listopadzie 1995 w miejscowości Dayton w stanie Ohio w Stanach Zjednoczonych, kończący wojnę w Bośni i Hercegowinie.

## Negocjacje
Rokowania toczyły się od 1 do 21 listopada w bazie amerykańskich sił powietrznych Wright-Patterson. Głównymi uczestnikami konferencji pokojowej byli: prezydenci Serbii – Slobodan Milošević, Chorwacji – Franjo Tuđman, Bośni – Alija Izetbegović i amerykańscy negocjatorzy Richard Holbrooke i generał Wesley Clark. Przy tej okazji po raz pierwszy trójwymiarowa fotografia satelitarna i kartografia cyfrowa zostały zastosowane do określenia granic w oficjalnym dokumencie międzynarodowym.
Porozumienie zostało formalnie podpisane w Paryżu 14 grudnia 1995 roku.

## Postanowienia
Układ z Dayton zobowiązywał strony konfliktu (Serbów, Chorwatów i Boszniaków) do zakończenia działań wojennych oraz wycofania swoich sił zbrojnych poza wyznaczoną strefę zdemilitaryzowaną. Od stycznia 1996 roku strefa ta była nadzorowana przez kierowane przez NATO siły IFOR (Implementation Force), przekształcone rok później w siły stabilizacyjne SFOR (Stabilization Force). W szczytowym okresie wojska IFOR liczyły ponad 60 tys. żołnierzy z ponad 20 krajów (w tym z Polski).
Aneks 4 układu, zawierający konstytucję Bośni i Hercegowiny, określił ustrój polityczno-administracyjny Bośni jako państwa składającego się z dwóch części: Republiki Serbskiej (49% terytorium) i Federacji Bośni i Hercegowiny (51% terytorium) oraz z autonomicznego dystryktu Brčko, podległego bezpośrednio rządowi centralnemu. Obie części posiadają własne parlamenty, rządy i pełną autonomię w sprawach wewnętrznych. Tylko nieliczne kompetencje (w tym sprawy zagraniczne, polityka monetarna i celna) należą do rządu centralnego.
Układ zawierał również postanowienia regulujące powrót uchodźców i osób wysiedlonych oraz gwarancje dla mniejszości narodowych. Przestrzegania postanowień układu ma nadzorować specjalnie powołany w tym celu urząd Wysokiego Przedstawiciela dla Bośni i Hercegowiny.
Ocena układu pokojowego z Dayton jest niejednoznaczna. Z jednej strony podpisanie porozumienia zakończyło najkrwawszy konflikt zbrojny w powojennej Europie, z drugiej ustrój polityczny Bośni i Hercegowiny, określony w Dayton, utrwala odmienności pomiędzy dwiema częściami kraju, utrudnia racjonalne rządzenie i uważany jest obecnie za poważną przeszkodę w rozwoju kraju i jego integracji z Unią Europejską.

Podział Jugosławii po układzie z Dayton

## Dyskusje wokół układu z Dayton
W ostatnich latach coraz wyraźniejsze są głosy wzywające do zmiany postanowień układu z Dayton. Jedną z osób wzywających do przekształcenia Bośni i Hercegowiny w luźną konfederację jest Milorad Dodik, lider bośniackich Serbów. W grudniu 2021 parlament Republiki Serbskiej przyjął uchwały zakładające utworzenie m.in. odrębnego wojska i wyłączenie republiki spod jurysdykcji administracji centralnej. Zamiary władz Republiki Serbskiej spotykają się z przychylnością Federacji Rosyjskiej. Z drugiej strony chęć uzyskania dodatkowej autonomii wysuwa część społeczności chorwackiej - postulat dotyczy wręcz wyodrębnienie trzeciej części składowej Bośni i Hercegowiny, czemu sprzyja rząd sąsiedniej Chorwacji. Postulat ten cieszy się również wsparciem Serbów, którzy dostrzegli w nim możliwość osłabienia instytucji centralnych i roli rządu w Sarajewie. Osobnym obszarem spornym pozostaje kwestia polityki historycznej - Bośniacy podkreślają m.in. serbskie zbrodnie popełnione w Srebrenicy czy też w trakcie oblężenia Sarajewa, co z kolei kwestionowane jest przez stronę serbską. Obecna konstrukcja systemu państwa sprawia, że przeprowadzenie jakichkolwiek reform jest bardzo trudne, zaś kluczowe decyzje zapadają z pominięciem demokratycznych instytucji, a przy głównej roli porozumienia między trzema partiami, tj. bośniacką Partią Akcji Demokratycznej, Chorwacką Wspólnotą Demokratyczną BiH oraz Serbskim Związkiem Niezależnych Socjaldemokratów. Wskazuje się przy tym na dużą rolę nepotyzmu i korupcji w polityce Bośni i Hercegowiny. Nagłaśnianie przez liderów politycznych podziałów i sprzeczności sprzyja budowaniu poczucia zagrożenia oraz mobilizuje elektorat. Od 2022 roku dodatkowym elementem sporu jest ocena rosyjskiej inwazji na Ukrainę – politycy bośniaccy i chorwaccy wyraźnie potępili agresję, zaś liderzy Republiki Serbskiej wzywali do nieprzyłączania się do zachodnich sankcji. Wskazuje się wręcz, że trwająca wojna na Ukrainie w połączeniu z zabieganiem Rosji o zmniejszenie wpływów Unii Europejskiej i NATO w kolejnych krajach stanowić może zagrożenie dla stabilności i bezpieczeństwa Bośni i Hercegowiny.